# Leandro Chichizola
Leandro Chichizola (ur. 27 marca 1990 w San Justo) – argentyński piłkarz występujący na pozycji bramkarza w Parma.